# 高橋幹夫 (美唄市長)
高橋 幹夫（たかはし みきお、1963年6月28日 - ）は、日本の政治家。元北海道美唄市長（2期）、元美唄市議会議員（2期）。

## 経歴
北海道美唄市出身。1982年（昭和57年）3月、北海道美唄東高等学校（現・北海道美唄尚栄高等学校）卒業。1985年（昭和60年）3月、服部栄養専門学校卒業。同年4月、美唄市内の製麺業社の有限会社角屋に就職。1997年（平成9年）10月、同社の代表取締役に就任。
2007年（平成19年）4月22日に行われた美唄市議会議員選挙に出馬し初当選。2011年（平成23年）4月24日に行われた市議選で再選。
2011年（平成23年）6月6日、美唄市長の桜井道夫が健康上の理由により辞職。7月3日に行われた市長選で初当選。2015年（平成27年）の市長選では無投票で再選したが、2019年（令和元年）6月9日投票の市長選で前副市長の板東知文に敗れた。

## 市長選の結果
2011年美唄市長選挙
2011年（平成23年）7月3日執行。前副市長の板東知文をわずか5票差で破り、初当選を果たした。
※当日有権者数：21,914人 最終投票率：63.06%（前回比：+12.48pts）
| 候補者名 | 年齢 | 所属党派 | 新旧別 | 得票数  | 得票率 | 推薦・支持 |
| -------- | ---- | -------- | ------ | ------- | ------ | ---------- |
| 高橋幹夫 | 48   | 無所属   | 新     | 6,834票 | 50.02% |            |
| 板東知文 | 58   | 無所属   | 新     | 6,829票 | 49.98% |            |

2015年美唄市長選挙
2015年（平成27年）6月7日告示、6月14日執行。無投票により再選。
2019年美唄市長選挙
2019年（令和元年）6月2日告示、6月9日執行。
※当日有権者数：18,926人 最終投票率：71.46%（前回比：＋8.40pts）
| 候補者名 | 年齢 | 所属党派 | 新旧別 | 得票数  | 得票率 | 推薦・支持                                   |
| -------- | ---- | -------- | ------ | ------- | ------ | -------------------------------------------- |
| 板東知文 | 66   | 無所属   | 新     | 7,267票 | 54.48% |                                              |
| 高橋幹夫 | 56   | 無所属   | 現     | 6,072票 | 45.52% | （推薦）自由民主党美唄支部・公明党北海道本部 |